# Trans Europa Express
Trans Europa Express (en español «Expreso transeuropeo»), distribuido a nivel internacional en inglés con el título Trans-Europe Express, es el sexto álbum del grupo alemán de música electrónica Kraftwerk, publicado en 1977. Se grabó a mediados de 1976 en el estudio discográfico Kling Klang, situado en la ciudad de Düsseldorf, Alemania, presentándose al año siguiente.
Al igual que los anteriores álbumes de Kraftwerk, y los que le sucedieron, Trans Europa Express es un álbum conceptual, en este caso, basado en el sistema ferroviario europeo Trans Europ Express, del que toma el título. Trans Europa Express estuvo situado en la posición número 119 del listado Billboard Top LPs & Tapes, además de lograr introducirse en el Billboard Hot 100 en el año 1977, alcanzando la posición número 67. Asimismo, en 2003, este álbum fue situado el puesto 253 de los 500 mejores discos de todos los tiempos de la revista Rolling Stone.
De Trans Europa Express se extrajeron dos sencillos: «Trans-Europe Express» y «Showroom Dummies». Desde su publicación, este álbum se relanzó y reeditó en numerosos formatos, y sigue recibiendo valoraciones positivas por parte de críticos musicales modernos, que lo consideran como uno de los principales y más influyentes álbumes de su década.

## Producción
Tras la publicación del álbum Radio-Aktivität y la posterior gira, los componentes de Kraftwerk deciden progresar en su estilo musical. En ese tiempo tomaron la decisión de dejar atrás su etapa de krautrock, un estilo de rock experimental que adoptaron las bandas de la «escuela de Düsseldorf», dando un paso adelante hacia un estilo musical más refinado, con un formato de canciones donde se destacaba la música electrónica melódica.
Durante la gira de Radio-Aktivität, la banda decidió sentar las bases de unas normas éticas y de conducta internas. Karl Bartos dijo que esas normas fueron clave para la mejoría y progreso de la banda, ya que «no es sencillo poder girar las perillas de un sintetizador si estás borracho o drogado. [...] Siempre hemos tratado de mantenernos muy conscientes de lo que estábamos haciendo al actuar en público». Durante esta gira se empezaron a elaborar las melodías que posteriormente evolucionarían en la canción «Showroom Dummies». A mediados de 1976, Kraftwerk empezó a trabajar de lleno en el álbum, que en aquel momento inicial tenía previsto llamarse Europe Endless.

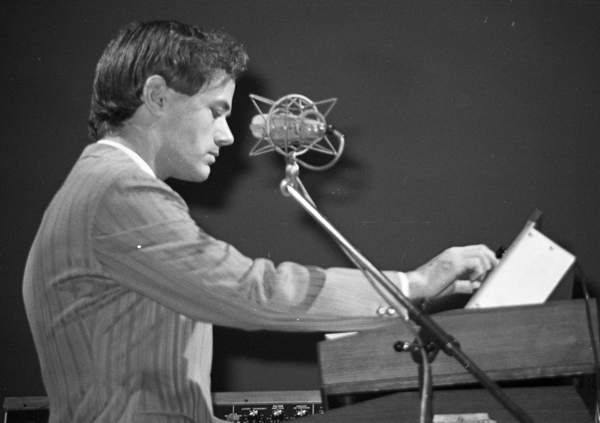
Ralf Hütter en 1976. Ralf Hütter y Florian Schneider, fueron los principales productores de Trans Europa Express.

Paul Alessandrini sugirió que Kraftwerk debía escribir una canción sobre la vía ferroviaria europea Trans Europ Express, para reflejar su estilo de música electrónica. Además, Hütter y Schneider se reunieron con los músicos David Bowie e Iggy Pop antes de la grabación, lo que influyó en sus letras. Maxime Schmitt alentó al grupo para grabar una versión en lengua francesa de la canción «Showroom Dummies», lo que condujo al grupo a grabar más tarde varias canciones en este idioma. El disco se grabó en el estudio discográfico Kling Klang en Düsseldorf, Alemania. El control artístico de las canciones estaba estrictamente en manos de Ralf Hütter y Florian Schneider, mientras que Karl Bartos y Wolfgang Flür contribuyeron con la percusión electrónica. Los componentes de Kraftwerk se acercaron hasta las vías del tren para escuchar los sonidos que en realidad producían los trenes. Sin embargo, el grupo encontró el sonido ferroviario no apto para el baile, por lo que lo modificaron ligeramente.
Para este álbum se empleó por primera vez el Synthanorma Sequenzer, un secuenciador analógico de 32 pasos y 16 canales fabricado específicamente para Kraftwerk por la empresa Matten & Wiechers. Esto permitió al grupo elaborar secuencias más complejas, que destacan principalmente en las canciones «Europe Endless», «Franz Schubert» y «Endless Endless». El Synthanorma Sequenzer supuso un gran avance, ya que liberaba a los músicos de la repetición de secuencias musicales en los teclados.
Mientras que en Radio-Aktivität se emplearon los idiomas alemán e inglés a lo largo del mismo álbum, con Trans Europa Express los componentes de Kraftwerk fueron más allá, publicando dos versiones del disco, una cantada en inglés y otra cantada en alemán. Por recomendación de Maxime Schmitt, se grabó una versión en francés de «Showroom Dummies», titulada «Les Mannequins». Esta fue la primera canción del grupo en este idioma, posteriormente empleado en otras canciones de álbumes siguientes, especialmente en Tour de France Soundtracks. Tras la grabación en Düsseldorf, Hütter y Schneider visitaron Los Ángeles para mezclar las canciones en Record Plant Studio. Posteriormente, los elementos de las sesiones de mezcla que se realizaron en Los Ángeles se retiraron del álbum.
Estaba previsto que la portada del álbum fuese una imagen monocromática del grupo, reflejada en una serie de espejos. Sin embargo, esta idea terminó por ser rechazada, y en su lugar optaron por una imagen del afamado fotógrafo neoyorquino Maurice Seymour, en la que se mostraba a los miembros del grupo vestidos de traje, similares a maniquíes. La fotografía se tomó en París y consistía en un fotomontaje de los cuatro componentes con los hombros rígidos, posando como si fuesen de muñecos de exposición. En la cara interior, se eligió una imagen a color del grupo, diseñada por Emil Schult, en la que los cuatro componentes de Kraftwerk aparecen sentados alrededor de una pequeña mesa de un café. Él tomó también otras fotografías que mostraban al grupo sonriendo, pero que se descartaron para su uso en el disco.

## Música

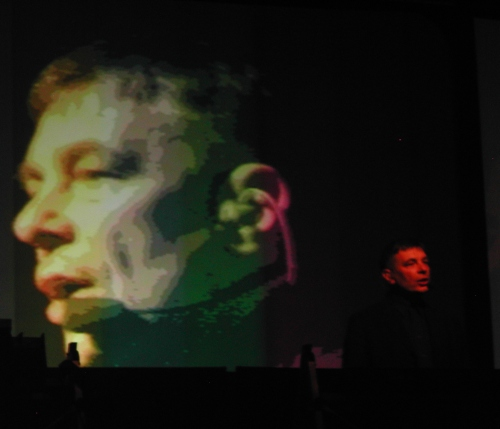
Karl Bartos en un concierto en 2005. Bartos formó parte de Kraftwerk entre 1975 y 1991.

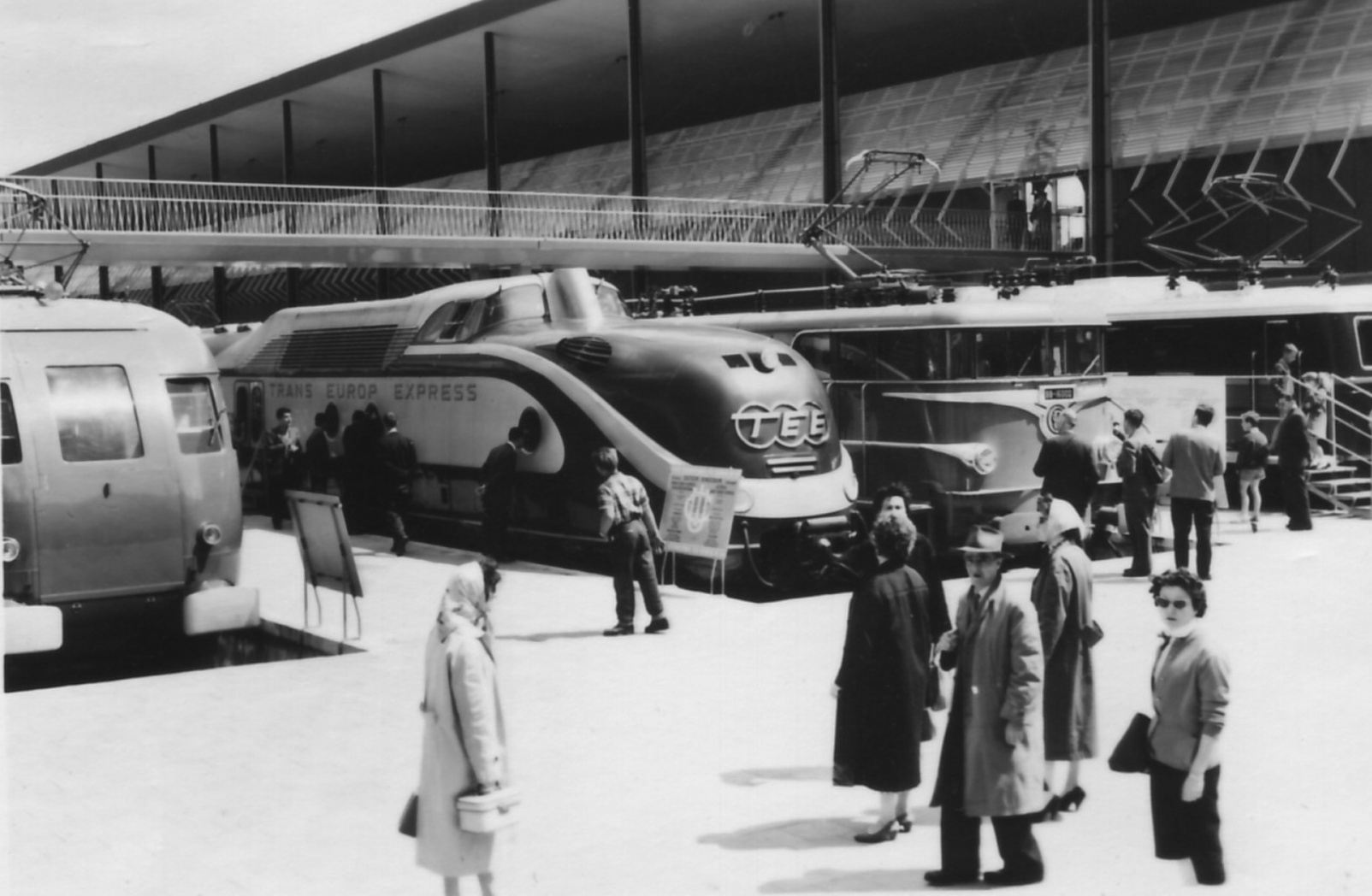
Un tren del Trans Europ Express en Bruselas, Bélgica, en 1958. Los integrantes de Kraftwerk se inspiraron en este servicio ferroviario para simbolizar su evolución musical.

Wolfgang Flür declaró que, al principio, el estilo musical de Kraftwerk era un pequeño homenaje a la música de la época de la Alemania de Weimar:

«En aquella época éramos niños que habíamos nacido justo después de la Segunda Guerra Mundial [...] no teníamos cultura musical o pop propia [...] sólo teníamos la guerra, y antes de la guerra sólo había música popular alemana. Estas melodías, que se desarrollaron en los años 20 y los años 30, se convirtió en la cultura sobre la que empezamos a trabajar».
Wolfgang Flür

Karl Bartos se refirió a que la música de Kraftwerk también pretendía la reconstrucción cultural alemana:

«[...] El patrimonio cultural era muy importante en los años 20, antes de que el régimen nazi se alzase con el poder y que todo desapareciese. Por eso siempre hemos pensado que con nuestro trabajo estabamos cerrando un hueco [...]»
Karl Bartos

Paul Alessandrini, es considerado como uno de los principales contribuyentes a la concepción del álbum. Alessandrini dijo a Hütter y a Schneider:

«[...] Con el estilo de música que ustedes hacen, que es una especie de blues electrónico, las estaciones de ferrocarril y los trenes deberían ser una parte muy importante en su universo. Ustedes deberían hacer una canción sobre el Trans Europ Express».
Paul Alessandrini

No obstante, Kraftwerk pensaban que tanto en el Reino Unido así como en los Estados Unidos se los relacionaba con la Alemania nazi, debido a canciones como «Autobahn», que inextricablemente, estaba vinculada al desarrollo nazi de la red de autopistas alemanas en las décadas de 1930 y 1940. Es por tanto que la banda estaba dispuesta a alejarse de la herencia alemana, para dar paso a una identidad europea, y consideraron que el sistema ferroviario Trans Europ Express era una excelente opción para simbolizar esta evolución.
Los críticos musicales han catalogado a Trans-Europe Express como un álbum conceptual con dos temáticas diferentes. La primera se ve representada en la disparidad existente entre la realidad y la imagen que se tiene de ella, cuyos exponentes están en las canciones «Hall of Mirrors» y «Showroom Dummies». La segunda temática se centra en la exaltación de Europa. De hecho, la revista especializada Slant Magazine llegó a describir al álbum como un «poema de sonidos a Europa».

## Lanzamiento del disco
Trans Europa Express se publicó por primera vez en mayo de 1977. Con la ayuda de Günther Fröhling, los componentes de Kraftwerk grabaron un video musical para promocionar la canción «Trans-Europe Express». Este video muestra a los cuatro miembros del grupo, vestidos con abrigos largos, durante un viaje en tren desde la ciudad de Düsseldorf hasta Duisburgo. El trabajo de fotografía empleado para este video se utilizó posteriormente en el sencillo «Showroom Dummies». La colaboración de Fröhling con Kraftwerk continuó posteriormente en el álbum Die Mensch Maschine, donde Fröhling realizó el trabajo fotográfico, en estilo constructivista, para la portada. Para promocionar el álbum en Francia, la discográfica EMI Records alquiló un tren para realizar un viaje desde París hasta Reims, al que se invitaron a diversos músicos. Durante el viaje, las canciones del álbum sonaron para los críticos musicales.

### Reedición digital
En octubre de 2009, se lanzó una edición del álbum remasterizada digitalmente. En él colaboraron EMI Records en Alemania, Mute Records en el resto de la Unión Europea y Astralwerks Records en los Estados Unidos. Este relanzamiento se realizó en formato de disco compacto, en disco de vinilo y en descarga digital. Se caracteriza por mostrar una cubierta diferente a la de las anteriores versiones del álbum. En esta nueva versión, la portada tiene un fondo en color negro con una silueta blanca de una locomotora DB VT 11.5 del servicio ferroviario Trans Europ Express. El listado de títulos del álbum de 2009 eliminó algunos de los nombres de las canciones en inglés, para que concordasen con los títulos originales en alemán. En esta edición, la canción «Metal on Metal» se recortó hasta los dos minutos, mientras que el resto de la canción fue titulada «Abzug».

## Opinión de la crítica
Las primeras evaluaciones tras la publicación del álbum Trans Europa Express fueron positivas. No obstante, el crítico musical Robert Christgau a pesar de dar al álbum una valoración de A-, argumentó que este disco contenía «efectos musicales que suenan como parodias tocadas por un colegial del espacio, con sonidos exuberantes creados mediante un sintetizador». Trans Europa Express fue seleccionado en el listado de críticos musicales Pazz & Jop del año 1977 de Village Voice, logrando el trigésimo puesto.

### Crítica moderna
Las evaluaciones modernas ofrecen una valoración mucho más favorable del álbum. Trans Europa Express ha logrado en diversas evaluaciones la calificación más alta posible, entre ellas las de Allmusic, Mojo, Rolling Stone y Slant Magazine. Steve Huey, crítico de Allmusic, escribió que el álbum «se cita a menudo como el arquetipo, y quizás el más accesible, de los álbumes de Kraftwerk [...] En general, Trans-Europe Express ofrece la mejor combinación del minimalismo, ritmos mecanizados y de melodías elaboradas y pegadizas en el catálogo del grupo».
La revista Q otorgó al álbum cuatro estrellas de cinco posibles, argumentando que este trabajo había «cambiado la cara de la música dance estadounidense» y que posee «uno de los sonidos electrónicos más convincentes de esta u otra era». En 2001, la cadena de televisión VH1 situó a Trans Europa Express en el puesto 56 de su lista de los 100 mejores álbumes (de rock & roll) de todos los tiempos.
En 2002, Slant Magazine situó al álbum en el número uno de su lista de los 25 mejores álbumes de música electrónica del siglo XX. Sal Cinquemani, crítico de Slant Magazine describió la influencia del álbum como algo «sin precedentes, llegando a estilos tan amplios como el rock (Radiohead), hip-hop (Afrika Bambaataa) y pop (Madonna)».
En 2003, la revista Rolling Stone, colocó al álbum en el puesto 253 en su lista de 500 mejores discos de todos los tiempos según la revista Rolling Stone. La cadena televisiva Channel 4 situó al álbum en el número 71 de su lista de los 100 mejores álbumes. También en 2003, la Zagat Survey Music Guide dio una valoración de 5 estrellas al disco, comparando a Kraftwerk con músicos consagrados como los Beatles o Jean-Michel Jarre:

«Los padrinos, los abuelos o los Beatles del género - no importa cómo se les denomine, estos revolucionarios alemanes son la banda que pusieron la semilla de la música electrónica, y algunos especialistas musicales dicen que, sin ellos, este estilo musical no existiría. Este álbum, increíblemente innovador para su época, todavía nos deleita hoy en día con sonidos sinfónicos al estilo Jarre [...] Los jóvenes de hoy podrían aprender mucho de ellos [...]».
Zagat Survey Music Guide

En 2004, Dominique Leone, crítico de la página web musical Pitchfork Media, situó al álbum en el número seis de su lista de los 100 mejores álbumes de la década de 1970, comentando también que:

«Pronto llegará el día, si es que aún no ha llegado, en que Trans-Europe Express llegue a ser considerado, al igual que Sgt. Pepper's Lonely Hearts Club Band y Exile on Main Street, como un disco sobre el que simplemente no se pueda escribir».
Dominique Leone

En 2009, Drowned in Sound, también dio una valoración de 10 sobre 10 puntos posibles, argumentando que:

«Trans-Europe Express es a la vez antiguo, retro, atemporal y contemporáneo. Tiene bien merecido el estatus de certificado de nacimiento de música electrónica moderna. Su reputación no puede disfrazar su verdadero valor, que es la de ser considerado como una obra de arte. Tampoco hay que ocultar una longevidad que, con 32 años, también podríamos empezar a llamar por su verdadero nombre: inmortalidad».
Drowned in Sound

### Posiciones en las listas
Trans Europa Express obtuvo una mejor posición en las listas de los Estados Unidos de la que había logrado alcanzar el anterior álbum de Kraftwerk, Radio-Aktivität, al alcanzar la posición 119 en el listado Billboard Top LPs & Tapes. Trans Europa Express también estuvo listado en el Billboard Hot 100 en el año 1977, alcanzando la posición número 67.
| País           | Lista                     | Posición más alta |
| -------------- | ------------------------- | ----------------- |
| Suecia         | Sverigetopplistan         | 32                |
| Estados Unidos | Billboard Hot 100         | 67                |
| Estados Unidos | Billboard Top LPs & Tapes | 119               |

## Copias y versiones de Trans Europa Express
En las siguientes tablas se puede ver una selección de artistas que han copiado o versionado canciones de Trans Europa Express:

### Copias de Trans Europa Express

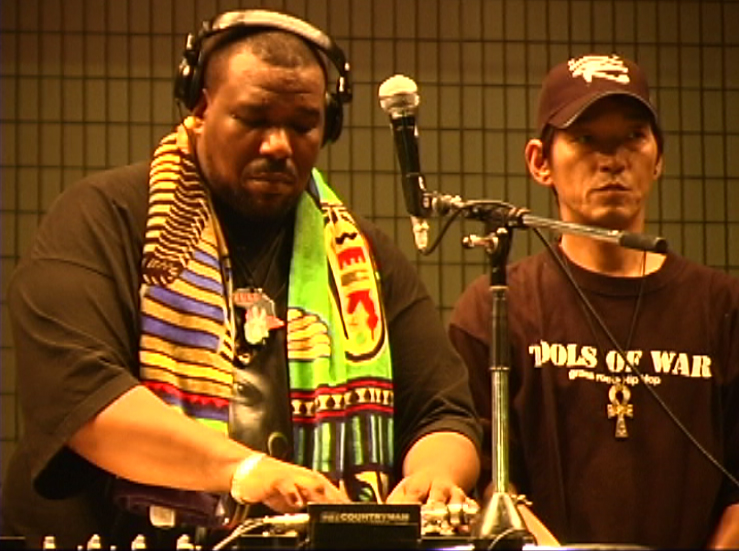
Afrika Bambaataa en Tokio, Japón en el año 2004, acompañado por DJ Wuataka.

Diversos artistas han copiado extractos de diversas canciones de Trans Europa Express en sus propias canciones. De todas estas canciones, la que obtuvo mayor difusión e importancia fue «Planet Rock» del rapero americano Afrika Bambaataa. Esta canción apareció situada en el puesto número 237 de las 500 mejores canciones de todos los tiempos según Rolling Stone de la revista Rolling Stone y en el número 10 del Top 100 rap songs de About.com.
| Tema original          | Artista                   | Álbum                   | Año  | Canción               | Observaciones              |
| ---------------------- | ------------------------- | ----------------------- | ---- | --------------------- | -------------------------- |
| «The Hall of Mirrors»  | Jigmastas                 | Dead Man's Walk         | 1996 | «Beyond real»         | A partir del segundo 0:12. |
| «The Hall of Mirrors»  | Jay-Z feat. Memphis Bleek | Vol. 2: Hard Knock Life | 1998 | «It's Alright»        | Desde el primer segundo.   |
| «The Hall of Mirrors»  | Molemen                   | Ritual of The Molemen   | 2001 | «Put Your Quarter Up» | A partir del segundo 0:09. |
| «Trans Europa Express» | Afrika Bambaataa          | Planet Rock: The Album  | 1982 | «Planet Rock»         | A partir del segundo 0:47. |
| «Trans Europa Express» | Milli Vanilli             | The Moment of Truth     | 1990 | «Keep on Running»     | Desde el primer segundo.   |
| «Trans Europa Express» | Will Smith                | Born to Reign           | 2002 | «Act like you know»   | A partir del segundo 0:09. |
| «Trans Europa Express» | Dr. Dre feat. Jay-Z       | Aftermath               | 2010 | «Under Pressure»      | A partir del segundo 0:02. |

### Versiones de Trans Europa Express
| Tema original          | Artista                         | Álbum                                   | Año  | Canción                |
| ---------------------- | ------------------------------- | --------------------------------------- | ---- | ---------------------- |
| «The Hall of Mirrors»  | Siouxsie And The Banshees       | Through the Looking Glass               | 1987 | «The Hall of Mirrors»  |
| «Trans-Europe Express» | Señor Coconut and his Orchestra | El Baile Alemán                         | 2000 | «Trans-Europe Express» |
| «Trans-Europe Express» | Christian Prommer               | Drum Lesson Vol. 1                      | 2007 | «Trans-Europe Express» |
| «Showroom Dummies»     | Leaether Strip                  | Self-Inflicted                          | 1997 | «Showroom Dummies»     |
| «Showroom Dummies»     | Señor Coconut and his Orchestra | El Baile Alemán                         | 2000 | «Showroom Dummies»     |
| «Showroom Dummies»     | 8-Bit Operators                 | 8-Bit Operators: The Music of Kraftwerk | 2007 | «Showroom Dummies»     |

## Lista de canciones
Edición alemana
| Cara A |                      |                                |                   |          |  |
| N.º    | Título               | Letras                         | Música            | Duración |  |
| 1.     | «Europa Endlos»      | Ralf Hütter, Florian Schneider | Hütter            | 9:41     |  |
| 2.     | «Spiegelsaal»        | Hütter, Schneider, Emil Schult | Hütter, Schneider | 7:56     |  |
| 3.     | «Schaufensterpuppen» | Hütter                         | Hütter            | 6:17     |  |

| Cara B |                        |                |                   |          |  |
| N.º    | Título                 | Letras         | Música            | Duración |  |
| 4.     | «Trans Europa Express» | Hütter, Schult | Hütter            | 6:36     |  |
| 5.     | «Metall auf Metall»    |                | Hütter            | 1:46     |  |
| 6.     | «Abzug»                |                | Hütter            | 5:18     |  |
| 7.     | «Franz Schubert»       |                | Hütter            | 4:25     |  |
| 8.     | «Endlos Endlos»        |                | Hütter, Schneider | 0:45     |  |

Edición inglesa
| Cara A |                                              |                                |                   |          |  |
| N.º    | Título                                       | Letras                         | Música            | Duración |  |
| 1.     | «Europe Endless» (Europa sin fin)            | Ralf Hütter, Florian Schneider | Hütter            | 9:35     |  |
| 2.     | «The Hall of Mirrors» (El salón de espejos)  | Hütter, Schneider, Emil Schult | Hütter, Schneider | 7:50     |  |
| 3.     | «Showroom Dummies» (Maniquíes de exhibición) | Hütter                         | Hütter            | 6:10     |  |

| Cara B |                                                 |                |                   |          |  |
| N.º    | Título                                          | Letras         | Música            | Duración |  |
| 4.     | «Trans-Europe Express» (Expresso Trans-Europeo) | Hütter, Schult | Hütter            | 6:52     |  |
| 5.     | «Metal on Metal» (Metal en metal)               |                | Hütter            | 6:44     |  |
| 6.     | «Franz Schubert»                                |                | Hütter            | 4:25     |  |
| 7.     | «Endless Endless» (Sin fin, sin fin)            |                | Hütter, Schneider | 0:55     |  |

Edición remasterizada
| N.º | Título                 | Letras                    | Música            | Duración |  |
| 1.  | «Europe Endless»       | Hütter, Schneider         | Hütter            | 9:41     |  |
| 2.  | «The Hall of Mirrors»  | Hütter, Schneider, Schult | Hütter, Schneider | 7:56     |  |
| 3.  | «Showroom Dummies»     | Hütter                    | Hütter            | 6:15     |  |
| 4.  | «Trans-Europe Express» | Hütter, Schult            | Hütter            | 6:37     |  |
| 5.  | «Metal on Metal»       |                           | Hütter            | 2:12     |  |
| 6.  | «Abzug»                |                           | Hütter            | 4:54     |  |
| 7.  | «Franz Schubert»       |                           | Hütter            | 4:26     |  |
| 8.  | «Endless Endless»      |                           | Hütter, Schneider | 0:55     |  |

## Personal
Kraftwerk

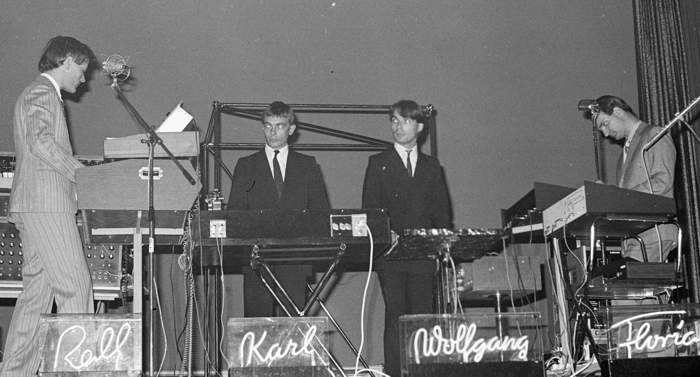
Kraftwerk en 1976. De izquierda a derecha: Ralf Hütter, Karl Bartos, Wolfgang Flür y Florian Schneider.

- Ralf Hütter – voz, sintetizador, orchestron, synthanorma-secuenciador, electrónica, productor.
- Florian Schneider – voz, vocoder, votrax, sintetizador, electrónica, productor.
- Karl Bartos – percusión electrónica
- Wolfgang Flür – percusión electrónica

Personal técnico
- Peter Bollig – ingeniero de audio
- Bill Haverson – ingeniero de audio (The Record Plant, Hollywood)
- Thomas Kuckuck – ingeniero de audio (Rüssl Studio, Hamburgo)

Personal artístico
- Maurice Seymour – fotografía
- J. Stara – fotografía
- Günther Fröhling – fotografía (remasterización de 2009)
- Ink Studios – tipografía
- Johann Zambryski – reconstrucción artística (remasterización de 2009)